# Matol (Ngambe)
Matol est un village de la Région du Littoral du Cameroun, situé dans la commune de Ngambe. 

## Population et développement
En 1967, la population de Matol était de 247 habitants, essentiellement des Babimbi du peuple Bassa. La population de Matol était de 77 habitants dont 44 hommes et 33 femmes, lors du recensement de 2005.  